# Nordeste de Ontário
O Nordeste de Ontário ou Ontário do Nordeste (em inglês: Northeastern Ontario) é uma região secundária do Norte de Ontário, na província canadense de Ontário, que fica ao norte do Lago Huron e a leste do Lago Superior. A região é vasta, no entanto, é escassamente povoada, assim como todo o Norte de Ontário. Sua área é de 280.290,16 quilômetros quadrados e sua população em 2016 era de 505.625 habitantes, com uma densidade populacional de 1,96 pessoas por quilômetro quadrado.